# E. J. Strickland

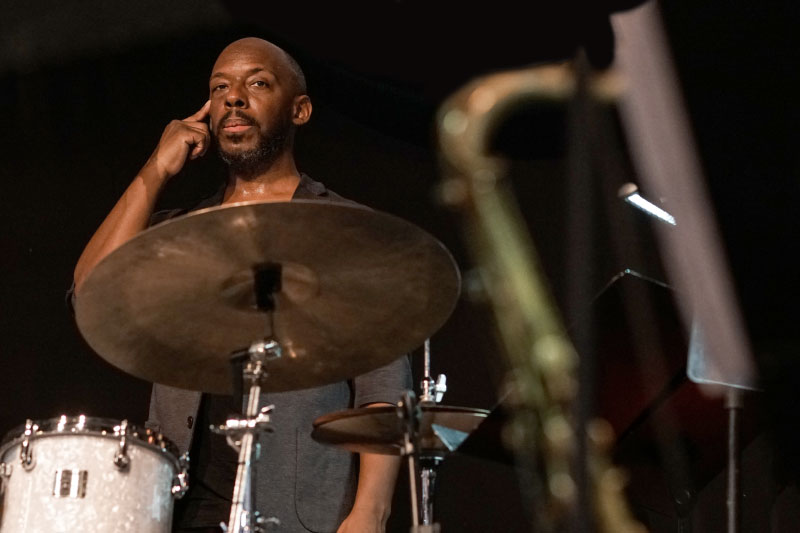
E. J. Strickland (2017)

E. J. Strickland (* 24. Februar 1979 in Gainesville (Florida) als Enoch Jamal Strickland) ist ein amerikanischer Schlagzeuger des Modern Jazz, der aber auch mit Weltmusik, Hip-Hop und afrokubanischer Musik vertraut ist.

## Leben und Wirken
Strickland, Zwillingsbruder von Saxophonist Marcus Strickland und Sohn eines Orchester-Schlagwerkers, besuchte die New World School of the Arts in Miami, bevor er seit 1997 in New York auf der The New School for Jazz & Contemporary Music bei Joe Chambers, Michael Carvin, Carl Allen, Ralph Peterson, Lewis Nash und Jimmy Cobb studierte. Bereits während seines Studiums spielte er mit Wynton Marsalis, Abbey Lincoln, Christian McBride, Herbie Hancock und Dianne Reeves. David Weiss holte ihn in das New Jazz Composers Octet. Er wurde bekannt in den Gruppen von Ravi Coltrane, Marcus Strickland sowie Russell Malone, bevor er eigene Bands leitete. 2009 legte er mit In This Day sein Debütalbum unter eigenem Namen vor. Er hat auch Cassandra Wilson, George Colligan und David Gilmore begleitet. Zwischen 1999 und 2018 war er an 49 Einspielungen von Tonträgern beteiligt. 2018 gehörte er dem Robin Eubanks Quartett an und arbeitete mit Reggie Washington. Er ist auch Teil des Projektes Black Lives – from Generation to Generation.

## Diskographische Hinweise
- Freddie Hubbard & the New Jazz Composers Octet On the Real Side (2008)
- In This Day (2009, mit Jaleel Shaw, Marcus Strickland, Luis Perdomo, Hans Glawischnig sowie Pedro Martinez, David Gilmore, Cheray O’Neal, Charenee Wade, Yosvany Terry, Tia Fuller, Brandee Younger)
- Ravi Coltrane Spirit Fiction (2012)
- The Undying Spirit (2015, mit Jaleel Shaw, Linda Oh, Luis Perdomo, Marcus Strickland)